# Cal Jordana
Cal Jordana és una obra del municipi de Sant Boi de Llobregat (Baix Llobregat) inclosa en l'Inventari del Patrimoni Arquitectònic de Catalunya.

## Descripció
Es tracta d'una casa unifamiliar de planta baixa, dos pisos i golfes, coberta amb teula àrab a quatre vessants. Els murs són de maó arrebossat i pintat. Presenta uns volums clarament cúbics i unes superfícies curulles de línies rectes. Aquestes línies són pròpies d'un cert racionalisme noucentista i la seva estructura bàsica, inspirada en la masia catalana que Josep Danés i Torras defineix com de tipologia III-3, entronca amb els paràmetres més historicistes del noucentisme català. A l'estructura bàsica cúbica, amb torre també cúbica al mig, s'hi afegeixen una galeria lateral de dos pisos i una balconada central a la planta noble. Aquests elements dignifiquen la casa amb un matís senyorial.

## Història
No hi ha trajectòria històrica. És una casa noucentista notable, amb torre mirador, que estava inicialment envoltada per un petit jardí amb brollador tancat per un mur, l'entrada i uns quants metres del qual encara són visibles al carrer Ebre. La resta del mur ha estat enderrocada i aquella part de jardí fa les funcions de placeta pública, tot i que està en un pèssim estat. L'any 1987 el brollador no funcionava i estava envaït per herbes salvatges, només els bancs de pedra i els arbres "alegren una mica la vista".